# Dmytro Ihnatenko (łyżwiarz figurowy)
Dmytro Ihnatenko, ukr. Дмитро Ігнатенко, ros. Дмитрий Игнатенко (ur. 23 grudnia 1991 w Dniepropietrowsku) – ukraiński łyżwiarz figurowy, startujący jako solista. Uczestnik mistrzostw świata i Europy oraz medalista mistrzostw Ukrainy.

## Osiągnięcia
- Mistrzostwa Ukrainy
  - 2008 - 9
  - 2009 - 4
  - 2010 - 7
  - 2011 - 3
  - 2012 - 2
- Mistrzostwa Europy
  - 2012 - 21